# ۲۰۱۰

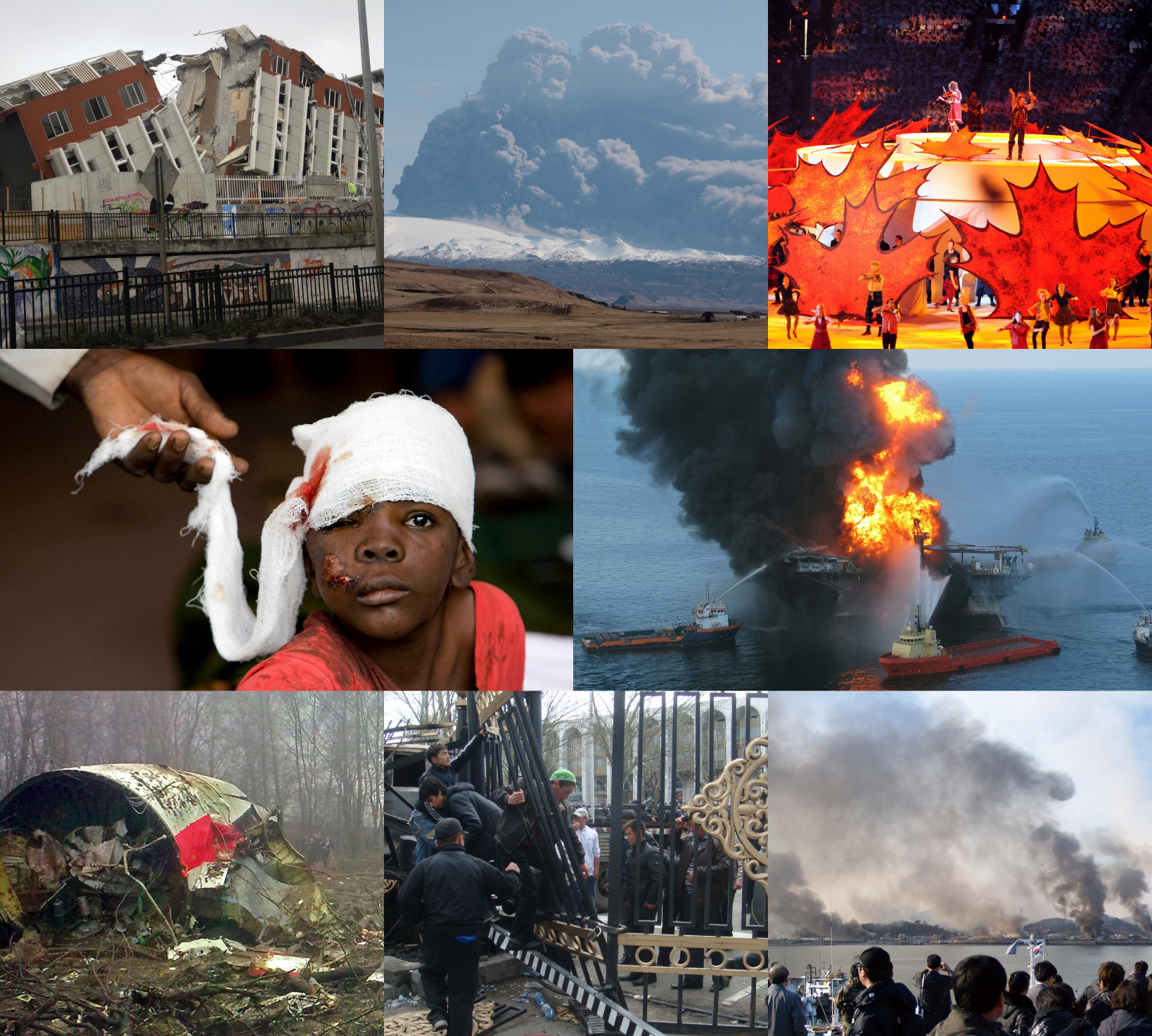

سال ۲۰۱۰ (دوهزار و ده، در عددنویسی رومی:MMX) میلادی دهمین سال از سده ۲۱ میلادی و همچنین دهمین سال از هزاره سوم میلادی است. بر اساس تقویم گریگوری این سال از ابتدای روز جمعه ۱ ژانویه ۲۰۱۰ شروع و در پایان جمعه ۳۱ دسامبر ۲۰۱۰ به پایان می‌رسد. ۲۰۱۰ یک سال عادی ۳۶۵ روزه است.
- سال جهانی جوانان

## رویدادها
- پیش‌بینی تکمیل برنامه ساخت ایستگاه فضایی بین‌المللی

### ژانویه
- ۱ ژانویه - شروع به کار اتحادیه کشورهای عرب حوزه خلیج فارس[۱]
- ۳ ژانویه - ایالات متحده و بریتانیا در پی تهدید امنیتی القاعده سفارت خانه‌های خود را در یمن بستند.
- ۴ ژانویه - بلندترین بنای ساخت بشر، برج خلیفه در دوبی، امارات متحده عربی افتتاح شد.
- ۸ ژانویه - حمله به کاروان تیم ملی فوتبال توگو توسط گروه FLEC در آنگولا که به کناره‌گیری تیم ملی فوتبال توگو از مسابقات جام ملت‌های آفریقا منجر شد.
- ۱۲ ژانویه - در پی وقوع زلزله در هائیتی قریب به ۳۱۶ هزار نفر کشته شدند.
- ۱۵ ژانویه - وقوع طولانی‌ترین کسوف تا هزارهٔ سوم.
- ۱۵ ژانویه - جنگ داخلی چاد که از سال ۲۰۰۵ شروع شده بود به‌طور رسمی پایان یافت.
- ۲۵ ژانویه - در اثر سانحه در پرواز ۴۰۹ خط هوایی اتیوپی برفراز دریای مدیترانه ۹۰ نفر کشته شدند.

### فوریه
- ۱۲ فوریه - آغاز المپیک زمستانی ونکوور کانادا.
- ۱۸ فوریه - تانجی مامادو رئیس‌جمهور نیجر در اثر کودتای نظامیان سرنگون شد.
- ۲۷ فوریه - زلزله ۸٫۸ ریشتری که موجب سونامی نیز شد در شیلی دست کم ۵۲۵ کشته برجای گذاشت.

## مارس
- ۱۶ مارس - در اثر آتش‌سوزی مقبره کاسوبی تنها تنها میراث فرهنگی جهانی اوگاندا از بین رفت.
- ۲۶ مارس - در اثر غرق شدن کشتی آراوکی‌اس چئونان کره جنوبی حامل ۱۰۴ پرسونل، ۴۶ نفر کشته شدند. تحقیقات ماه‌های بعد از دست نداشتن کره شمالی در این حادثه حاکی بود.

### آوریل
- ۷ آوریل - در اثر آشوب‌های عمومی و اعتراضات سیاسی-اجتماعی قربان بیگ باقی اف رئیس‌جمهور قرقیزستان از پایتخت بیشکک گریخت. در ادامه روزا اوتمان بایووا وزیر امور خارجه سابق قدرت را در اختیار گرفت.
- ۱۰ آوریل - در سانحه سقوط هواپیمای توپولف-۱۵۴ در غرب روسیه لخ کاچینسکی رئیس جمهور لهستان به همراه همسرش و ۹۶ نفر دیگر کشته شدند.
- ۱۳ آوریل - زلزله ۶٫۹ ریشتری در استان چینگهای چین به کشته شدن دست کم ۲۰۰۰ نفر و زخمی گریدن ۱۰۰۰۰ نفر منجر شد.
- ۲۰ آوریل - در اثر انفجار سکوی نفتی در خلیج مکزیک ۱۱ کارگر کشته شدند. در اثر این حادثه نفت زیادی در دریا پخش شد که جمع‌آوری آن تا ماه‌ها طول کشید.

## می
- ۲ می - حوزه یورو و صندوق بین‌المللی پول با اهدای کمک ۱۱۰ میلیارد یورویی به یونان موافق کردند. البته شرط پرداخت این پول اجرای ریاضت‌های اقتصادی در یونان بود.
- ۱۲ می - در اثر سانحه در خط ۷۷۱ خطوط هوایی آفریقیه در باند فرودگاه بین‌المللی طرابلس ۱۰۳ نفر از ۱۰۴ سرنشین هواپیما کشته شدند.
- ۱۹ می - اعتراضات در تایلند پس سرکوب شدید نظامی و کشته شدن ۹۱ نفر پایان یافت.

۵* ۲۰ می - نقاشی به قیمت بیش از ۱۰۰ میلیون دلار از موزه از در پاریس به سرقت رفت.
- ۱۲ می - در اثر سانحه در خط ۸۱۲ خطوط ویژه هوایی هند در باند فرودگاه بین‌المللی منگالور ۱۵۸ نفر از ۱۶۶ سرنشین هواپیما کشته شدند.

### ژوئن
- ۱۱ ژوئن - آغاز جام جهانی فوتبال در کشور آفریقای جنوبی.

### سپتامبر
- ۱۷ سپتامبر - آغاز بهار عربی با قیام مردم تونس مقابل رژیم بن علی.
- ۲۸ سپتامبر - هفت نفر کشته و حدود ۱۰۰ نفر در جریان زمین‌لرزه در مکزیک گم شدند.[۲]

### دسامبر
- ۱ دسامبر - اجرای حکم قصاص شهلا جاهد ؛ پرستار ، مربی مهد کودک، دانشجوی روانشناسی ، همسر دوم موقت ناصر محمدخانی در پی محکومیت به جنایت قتل فاطمه(لاله)سحرخیزان[۳]
- ۱۷ دسامبر - آغاز بهار عربی

## درگذشت‌ها

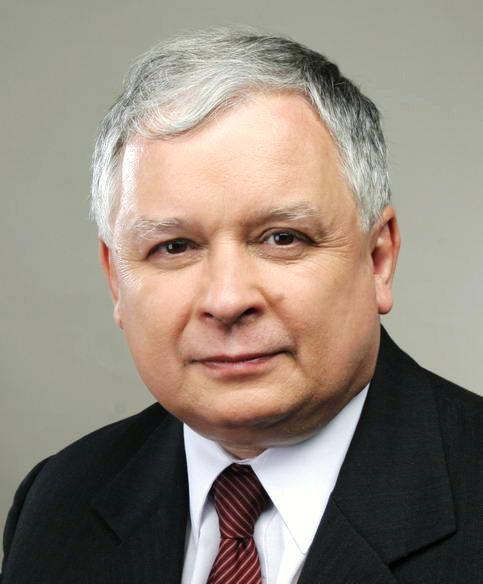
لخ کاچینسکی

### ژانویه
- ۲ ژانویه - مسعود نوابی، شاعر، نویسنده و افغان (زادهٔ ۱۹۵۴)
- ۸ ژانویه - امیر واحدی، پوکرباز ایرانی-آمریکایی (زادهٔ ۱۹۶۱)
- ۱۱ ژانویه - اریک رومر، کارگردان موج نو فرانسوی (زادهٔ ۱۹۲۰)
- ۲۵ ژانویه - علی حسن المجید، از شخصیبت‌های مهم حزب بعث عراق (زادهٔ ۱۹۴۱)
- ۲۷ ژانویه - جی. دی. سالینجر، نویسندهٔ آمریکایی (زادهٔ ۱۹۱۹)

### فوریه
- ۶ فوریه - جان دانکوورث، آهنگساز سبک جاز، ساکسوفون‌نواز و کلارینت‌نواز انگلیسی (زادهٔ ۱۹۲۷)
- ۱۲ فوریه - پتار بورتا، بازیکن سابق فوتبال یوگسلاوی و باشگاه فوتبال چلسی (زادهٔ ۱۹۵۲)

خوان آنتونیو سامارانش

### مارس
- ۱۰ مارس - محمد سید طنطاوی، امام جماعت مسجد الازهر (زادهٔ ۱۹۲۸)
- ۲۳ مارس - کانو سانیال، فعال کمونیست هندی (زادهٔ ۱۹۲۹)

### آوریل
- ۱ آوریل - جان فورسایت، بازیگر آمریکایی (زادهٔ ۱۹۱۸)
- ۸ آوریل - آنتونی فلو، فیلسوف بریتانیایی (زادهٔ ۱۹۲۳)
- ۸ آوریل - جیمز اوبری، بازیگر بریتانیایی (زادهٔ ۱۹۴۷)
- ۱۰ آوریل - لخ کاچینسکی، رئیس‌جمهور لهستان (زادهٔ ۱۹۴۹)
- ۱۷ آوریل - هژبر یزدانی، سرمایه‌دار ایرانی
- ۱۸ آوریل - انیسه وهاب، هنرپیشه سینما و تئاتر افغانستان (زادهٔ ۱۹۵۶)
- ۱۹ آوریل - ابوحمزه المهاجر، دستیار ارشد ابومصعب الزرقاوی رهبر القاعده عراق (زادهٔ حدود ۱۹۶۸)
- ۲۱ آوریل - خوان آنتونیو سامارانش، مدیر ورزشی و سیاست‌مدار اسپانیایی (زادهٔ ۱۹۲۰)
- ۲۵ آوریل - دوروثی پروواین، خواننده، رقصنده، بازیگر و کمدین آمریکایی (زادهٔ ۱۹۳۵)
- ۲۶ آوریل - فرد هالیدی، نویسنده، استاد دانشگاه و متخصص روابط بین‌الملل و امور خاورمیانه اهل ایرلند (زادهٔ ۱۹۴۶)

### مه
- ۵ مه - عمرو یارادوآ، رئیس‌جمهور نیجریه (زادهٔ ۱۹۵۱)
- ۸ مه - آندور لیلینتال، استادبزرگ شطرنج اهل مجارستان و شوروی (زادهٔ ۱۹۱۱)
- ۱۶ مه - رانی جیمز دیو، ترانه‌سرا و خوانندهٔ هوی متال آمریکایی (زادهٔ ۱۹۴۲)
- ۲۲ مه - مارتین گاردنر، نویسنده آمریکایی (زادهٔ ۱۹۱۴)
- ۲۹ مه - دنیس هاپر، بازیگر و فیلمساز آمریکایی (زادهٔ ۱۹۳۶)

### ژوئیه
- ۴ ژوئیه - محمدحسین فضل‌الله، مرجع تقلید شیعه (زادهٔ ۱۹۳۵)
- ۸ ژوئیه - کارو لوکس، دانشمند ایرانی‌تبار ارمنی (زادهٔ ۱۹۴۹)

### اوت
- ۲۴ اوت - ساتوشی کن، کارگردان فیلم‌های انیمه ژاپنی (زادهٔ ۱۹۶۳)
- ۳۰ اوت - آلن کورنو، کارگردان فرانسوی (زادهٔ ۱۹۴۳)
- ۳۰ اوت - فرانسیسکو وارالو، فوتبالیست سابق تیم ملی فوتبال آرژانتین (زادهٔ ۱۹۱۰)

### سپتامبر
- ۱۲ سپتامبر - کلود شابرول، کارگردان فرانسوی (زادهٔ ۱۹۳۰)
- ۲۲ سپتامبر - ادی فیشر، خواننده آمریکایی (زادهٔ ۱۹۲۸)
- ۲۸ سپتامبر - آرتور پن، کارگردان و تهیه‌کننده آمریکایی (زادهٔ ۱۹۲۲)
- ۲۹ سپتامبر - تونی کرتیس، بازیگر آمریکایی (زادهٔ ۱۹۲۵)

### اکتبر
- ۴ اکتبر - نورمن ویزدوم، کمدین و بازیگر سینما و تلویزیون انگلیسی (زادهٔ ۱۹۱۵)
- ۲۷ اکتبر - شیخ صقر بن محمد القاسمی، حاکم امیرنشین رأس‌الخیمه (زادهٔ حدود ۱۹۲۰)
- ۲۷ اکتبر - نستور کیرشنر، رئیس‌جمهور آرژانتین (زادهٔ ۱۹۵۰)
- ۲۸ اکتبر – ابراهیم احمد عبد ستار محمد التکریتی، نظامی اهل عراق (ز. ۱۹۵۰)

### نوامبر
- ۳ نوامبر - اوجنیو گالدیری، معمار و مرمت‌گر ایتالیایی (زادهٔ ۱۹۲۵)
- ۵ نوامبر - هانس-یواخیم هرمان، سرهنگ خلبان بمب‌افکن لوفت‌وافه در جنگ جهانی دوم (زادهٔ ۱۹۱۳)
- ۱۹ نوامبر - عبدالعزیز الدوری، دکترای تاریخ و قدیمیترین تاریخ‌نگار تاریخ و تمدن اسلامی در جهان عرب (زادهٔ ۱۹۱۹)
- ۱۲ نوامبر - هنریک گورتسکی، آهنگساز لهستانی (زادهٔ ۱۹۳۳)
- ۲۹ نوامبر - ماریو مونیچلی، کارگردان و فیلم‌نامه‌نویس ایتالیایی (زادهٔ ۱۹۱۵)

### دسامبر
- ۱۳ دسامبر - ریچارد هولبروک، دیپلمات ارشد آمریکایی (زادهٔ ۱۹۴۱)
- ۲۶ دسامبر - متیو لیپمن، فیلسوف آمریکایی (زادهٔ ۱۹۲۲)
- ۲۹ دسامبر - بابی فارل، خواننده، رقاص و سرگرمی‌ساز (زادهٔ ۱۹۴۹)